# Sinna flava
Sinna flava är en fjärilsart som beskrevs av Jordan 1935. Sinna flava ingår i släktet Sinna och familjen trågspinnare. Inga underarter finns listade i Catalogue of Life.